# Dorpspomp (Stekene)

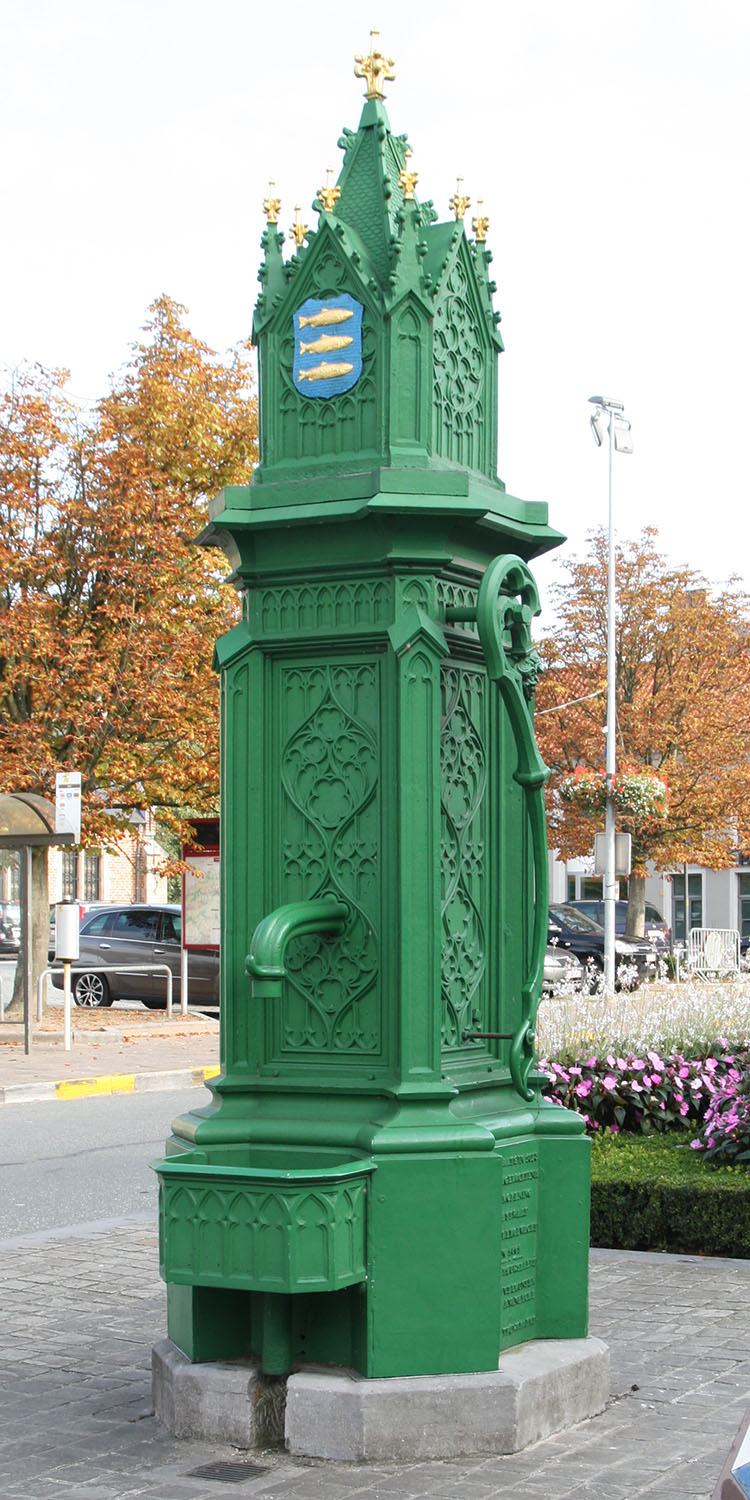

De gietijzeren neogotische dorpspomp staat op het kruispunt van de Polenlaan en de Kerkstraat in Stekene.
De pomp werd geplaatst in 1873 ter herinnering aan het doortrekken van de straat naar Koewacht in 1861. In 1981 werd de pomp beschermd als monument. Samen met de Heilige Kruiskerk is ze beschermd als dorpsgezicht. De pomp werd gerestaureerd in 2001.